# Svingbasse
Svingbasse er en fællesbetegnelse for alle gaffelmonterede småkanoner siden 1500-tallet. På engelsk hed det en swivel gun. Omkring år 1700 var en svingbasse en kanon monteret i en gaffel af smedejern anbragt i fartøjets ræling. Svingbasser omfatter alt fra en falkonet på 1 til 3 punds kaliber, til en haubits på op til 12 pund. 
Deres anvendelse var som antipersonelskyts, der kunne svinges rundt, og let eleveres eller plongeres. De kunne også monteres højt oppe på mærs, platforme på et sejlskibs master, de var  beregnet til at yde støtte under entringskamp. De blev også brugt som våben i nærkamp og var sædvanligvis placeret på skansen på agterskibet. Svingbasser blev ofte ladet med kardæsk. 
De var i brug frem til Napoleonskrigene.